# Урсоаја (Валча)
Урсоаја (рум. Ursoaia) насеље је у Румунији у округу Валча у општини Песчана. Oпштина се налази на надморској висини од 286 m.

## Становништво
Према подацима из 2002. године у насељу је живело 215 становника, од којих су сви румунске националности.